# Karol Geher
Karol Geher (22. února 1935 – 2011) byl slovenský a československý politik Komunistické strany Slovenska a poslanec Sněmovny národů Federálního shromáždění za normalizace.

## Biografie
K roku 1971 se profesně uvádí jako vedoucí kádrového a osobního oddělení. Byl nositelem vyznamenání Lidových milicí. Žil ve městě Skalica. Ve volbách roku 1971 zasedl do slovenské části Sněmovny národů (volební obvod č. 97 – Myjava, Západoslovenský kraj). Ve FS setrval do konce funkčního období, tedy do voleb roku 1976.
Politicky se angažoval i po roce 1989. V parlamentních volbách roku 1998 na Slovensku kandidoval neúspěšně za Komunistickou stranu Slovenska. Tehdy je uváděn coby důchodce.